# Ziya Ataman
Ziya Ataman (* 10. März 1989 in Beytüşşebap) ist ein kurdischer Journalist. Er arbeitete als Praktikant für die Nachrichtenagentur Dicle Haber Ajansı. Am 10. April 2016 nahm er in dieser an einer Demonstration in Van teil und wurde währenddessen festgenommen und am nächsten Tag inhaftiert. Die Staatsanwaltschaft wirft Ataman die Mitgliedschaft in einer Terrororganisation vor.

## Der Prozess
Die Anklageschrift gegen Ziya Ataman wurde im Dezember 2017 eingereicht, 20 Monate nach seiner Verhaftung. Die Anklageschrift stützt sich auf Zeugenaussagen, von denen die meisten allerdings zurückgezogen wurden, und die unter Folter oder Drohungen entstanden.
Der Prozess gegen Ataman wurde am 2. März 2018 eröffnet, beinahe 2 Jahre nach seiner Verhaftung. Ataman konnte an der Verhandlung nicht persönlich teilnehmen. Da er in einem Typ-M-Gefängnis untergebracht ist und dieses auch für Prozesstermine nicht verlassen darf, ist eine Teilnahme am Prozess nur per Videoübertragung möglich. Wegen technischer Probleme konnte er sich an diesem Verhandlungstag nicht verteidigen. Der Prozess wurde daher auf den 7. August 2018 vertagt.
Bei der Verhandlung am 7. August nahm Ataman per Videoübertragung am Prozess teil. Atamans Anwälte fragten, ob es eine Überprüfung der Zeugenaussagen gegeben habe. Die Staatsanwaltschaft verneinte und forderte eine Fortsetzung der Haft. Der Prozess wurde vertagt.
Auch beim folgenden Prozesstermin am 26. Oktober 2018  blieb Ataman im Gefängnis und wurde per Videoübertragung zugeschaltet. Es wurden keine Prozessbeobachter und Journalisten bei der Verhandlung zugelassen. In der Begründung hieß es, der Gerichtssaal sei zu klein. Der Antrag auf Haftverschonung wurde abgelehnt und der Prozess bis zum 17. Januar unterbrochen.
Am Prozesstermin vom 17. Januar  zog einer der Zeugen seine Aussage zurück und erklärte, diese sei unter Folter entstanden. Der Prozess wurde auf den 26. März 2019 verschoben. Hier bat Ataman darum, seine Verteidigung auf Kurdisch halten zu dürfen. Die Staatsanwaltschaft forderte Ataman auf, sich um einen Übersetzer zu kümmern und verschob die Verhandlung auf den 28. Mai. Der Prozesstermin am 28. Mai 2019 konnte nicht stattfinden, da die Richter und Staatsanwälte, die den Prozess gegen Ataman begonnen hatten, in der Zwischenzeit selber verhaftet wurden.
Beim nächsten Prozesstermin am 13. Juni 2019 forderte der Staatsanwalt eine lebenslange Haft für Ataman. Der Prozess wurde auf den 24. September 2019 vertagt.
Eigentlich darf eine Untersuchungshaft in der Türkei höchstens zwei Jahre dauern. Ataman befindet sich inzwischen (Stand Juli 2019) mehr als drei Jahre in U-Haft. Der HDP Abgeordnete Tuma Çelik trug Atamans Fall vor die Nationalversammlung. Zudem haben Atamans Anwälte den Europäischen Gerichtshof für Menschenrechte (EGMR) angerufen. Sie erwarten, dass der EGMR zu dem Schluss kommt, dass die U-Haft rechtswidrig ist.

## Krankheit
Bereits vor seiner Festnahme litt Ataman an einer Darmstörung. Seit seiner Inhaftierung wird er nur noch unzureichend medizinisch versorgt. Zudem wirken sich die Haftbedingungen negativ auf seine Gesundheit aus. Zweimal wurde er stationär in ein Krankenhaus aufgenommen.

## Hungerstreik
Ataman führte vom 1. März bis zum 26. Mai 2019 einen Hungerstreik aus Protest gegen die Isolationshaft des PKK-Führers Abdullah Öcalan durch. Begonnen hatte den Hungerstreik die HDP-Abgeordnete Leyla Güven, die ihn aber nach mehr als 100 Tagen nach einer Aufforderung Öcalans beendete.

## Unterstützung
Am 10. Juli 2019 eröffneten Unterstützer einen Twitter-Account für Ataman. Auf diesem posten sie alle Neuigkeiten über den Fall. Auch von Abgeordneten der HDP bekommt er Unterstützung. Es kam zu zahlreichen Twitter-Aktionen für Ataman. Journalisten von ARD und ZDF, sowie türkische Menschenrechtsorganisationen wie die türkische gemeinnützige Organisation Media and Law Studies Association (MLSA) unterstützten die Aktion, ebenso wie die Nachrichtenplattform von Can Dündar.